# Ludność Skierniewic

## LudnośćSkierniewic
- 1939 – 22 000
- 1946 – 17 666 (spis powszechny)
- 1950 – 17 906 (spis powszechny)
- 1955 – 21 144
- 1960 – 21 982 (spis powszechny)
- 1961 – 22 700
- 1962 – 23 000
- 1963 – 23 400
- 1964 – 23 800
- 1965 – 24 144
- 1966 – 24 500
- 1967 – 25 400
- 1968 – 25 700
- 1969 – 26 100
- 1970 – 25 620 (spis powszechny)
- 1971 – 25 785
- 1972 – 25 900
- 1973 – 26 100
- 1974 – 26 532
- 1975 – 26 922
- 1976 – 27 700
- 1977 – 28 500
- 1978 – 30 500 (spis powszechny)
- 1979 – 31 500
- 1980 – 32 369
- 1981 – 33 434
- 1982 – 34 267
- 1983 – 35 281
- 1984 – 36 150
- 1985 – 40 635
- 1986 – 41 768
- 1987 – 42 575
- 1988 – 43 153 (spis powszechny)
- 1989 – 44 187
- 1990 – 45 941
- 1991 – 46 718
- 1992 – 47 188
- 1993 – 47 582
- 1994 – 47 863
- 1995 – 48 063
- 1996 – 48 489
- 1997 – 48 524
- 1998 – 48 740
- 1999 – 48 875
- 2000 – 49 232
- 2001 – 49 272
- 2002 – 48 688 (spis powszechny)
- 2003 – 48 667
- 2004 – 48 733
- 2005 – 48 807
- 2006 – 48 772
- 2007 – 48 932
- 2008 – 49 016
- 2009 – 48 958
- 2010 – 48 633
- 2011 – 48 658
- 2012 II kw. – 49 002
- 2012 III kw. – 48 942

## Powierzchnia Skierniewic
- 1995 – 32,86 km²
- 2006 – 32,89 km²
- 2011 – 35,03 km²
- 2013 – 36,08 km²